# Mitch Hewer
Mitchell Scott « Mitch » Hewer, né le 1er juillet 1989 à Bristol, est un acteur anglais. Il est connu pour le rôle de Maxxie Oliver dans la série anglaise Skins.

## Biographie
Il a étudié l'art dramatique, la danse, le théâtre et la musique à la South West Academy of Dramatic Arts (SWADA) dans le but de passer le Diplôme national de théâtre musical. 
Mitch Hewer est le demi-frère de Matthew James Thomas, son partenaire dans Britannia High. 

### Carrière
À partir de 2007, il interprète le rôle de Maxxie Oliver  dans la série Skins. Son personnage rencontre un vif succès outre-manche malgré un rôle secondaire, ce qui permet à Mitch Hewer de faire la couverture du magazine Attitude avec d'autres acteurs interprétant un personnage gay dans des séries anglaises tels que Hollyoaks, Coronation Street et Shameless.Cependant, son personnage a été supprimé à la fin de la saison 2, à cause d'un changement global de casting.
En 2008, il interprète le rôle de Danny dans la série musicale de ITV, Britannia High.
Il part ensuite tenter sa chance aux États-Unis où il passe notamment une audition pour un rôle dans la série à succès Glee, mais il ne sera finalement pas retenu. 
En 2014, il tourne aux côtés de Selena Gomez, dans le film Mauvaises Fréquentations.

## Filmographie

### Cinéma
- 2014 : Mauvaises Fréquentations : Steven Stevens
- 2015 : Nightlight : Ben

### Séries télévisées
- 2007–2008 : Skins : Maxxie Oliver (saisons 1 et 2, 17 épisodes)
- 2008 : Britannia High : Danny / Jez (saison 1, 9 épisodes)
- 2017 : Casualty : Mickey Ellisson (9 épisodes)